# غسقية
غسقية (الاسم العلمي Xestia)، جنس حشرات فراشية من فصيلة الليليات ورتبة حرشفيات الأجنحة. أنواعه نحو 200.